# Lamezia Terme
Lamezia Terme je italské město v oblasti Kalábrie, její 3. největší město. Leží na pobřeží Tyrhénského moře.
Město vzniklo spojením dvou samostatných měst, menšího Sambiase v severní části a většího Nicastro, které tvoří centrum Lamezia. Původní Lamezia tvoří jen nepatrnou část v horách. Leží na pobřeží Tyrhénského moře v zálivu Sant'Eufemia Lamezia v prudké Apeninské sníženině, z čehož plyne, že části města leží v horách a část přímo u moře.
Město protíná dálnice A2 / E45 (Salerno–Reggio Calabria). Také lamezijské letiště je branou do Kalábrie pro mnoho turistů. V části Nicastro je zřícenina hradu (turistům je uzavřen), který byl součástí „ochranného pásma“ (řetězec pevností a hradů ve směru sever–jih).
Okolí města kromě hor a moře tvoří množství polností s vinicemi, olivovými háji a skleníky pro pěstování ovoce a zeleniny.
Obě části města mají charakter starobylých sídel a postupně prorůstají v jeden celek díky nové výstavbě, která zde probíhá permanentně od šedesátých let. Mnohdy jsou asanovány starobylé uličky města ve prospěch nové zástavby. Hlavní obchodní třída s řadou obchodů a restaurací vede od železniční stanice směrem do hor a končí u paty hradu Nicastro.
Mezi významné památky patří četné kostely, stará radnice nebo divadlo. V části Sambiase dosud stojí četné paláce. Za zmínku stojí i část města stará Lamezia, která se svými křivolakými uličkami stoupajícími do hor tvoří zajímavá zákoutí.

## Vývoj počtu obyvatel
Počet obyvatel